# تابور
تابور (بالإنجليزية: Tábor)‏ هي municipality of the Czech Republic وmunicipality with town privileges تقع في التشيك في إقليم جنوب بوهيميا.[بحاجة لمصدر] يقدر عدد سكانها بـ 35,859 نسمة .

## المدن التوأمة
مدن كونستانس، Dole، شكوفجا لوكا، أوريندا، كونترا كوستا، كاليفورنيا، فيلز، سينت نيكلاس وفورمجيني هي مدن توأمة لـتابور.

## أعلام
- يان شيماك
- فاكلاف ستراكا
- ميلان فاتسلافيك
- بوهوميل نيمتشيك
- مارتين زيمان